# La Bessa
La Bessa este o arie protejată (arie specială de conservare — SAC, sit de importanță comunitară — SCI) din Italia întinsă pe o suprafață de 734 ha, integral pe uscat.

## Localizare
Centrul sitului La Bessa este situat la coordonatele 45°29′10″N 8°02′06″E / 45.486°N 8.035°E.

## Înființare
Situl La Bessa a fost declarat sit de importanță comunitară în septembrie 1995 pentru a proteja 1 specie de plante și 15 specii de animale. Situl a fost protejat și ca arie specială de conservare în februarie 2017.

## Biodiversitate
Situată în ecoregiunea continentală, aria protejată conține 5 habitate naturale: Păduri aluvionare cu Alnus glutinosa și Fraxinus excelsior (Alno-Padion, Alnion incanae, Salicion albae), Fânețe de joasă altitudine (Alopecurus pratensis, Sanguisorba officinalis), Păduri de stejar sau de stejar și carpen sub-atlantice și medio-europene de Carpinion betuli, Păduri de Castanea sativa, Râuri de munte și vegetația lor lemnoasă cu Salix elaeagnos.
La baza desemnării sitului se află mai multe specii protejate:
- plante (1): Gladiolus palustris
- păsări (12): caprimulg (Caprimulgus europaeus), sticlete (Carduelis carduelis), florinte (Chloris chloris), barză neagră (Ciconia nigra), ciocănitoare neagră (Dryocopus martius), presură de stuf (Emberiza schoeniclus), muscar negru (Ficedula hypoleuca), cinteză (Fringilla coelebs), sfrâncioc roșiatic (Lanius collurio), pitulice de munte (Phylloscopus collybita), aușel sprâncenat (Regulus ignicapilla), scatiu (Spinus spinus)
- amfibieni (1): Triturus carnifex
- nevertebrate (2): Euplagia quadripunctaria, rădașcă (Lucanus cervus)

Pe lângă speciile protejate, pe teritoriul sitului au mai fost identificate 7 specii de plante, 5 specii de amfibieni, 8 specii de mamifere, 10 specii de nevertebrate, 7 specii de reptile.